# Allygidius ecbatanicus
Allygidius ecbatanicus är en insektsart som beskrevs av Logvinenko 1975. Allygidius ecbatanicus ingår i släktet Allygidius och familjen dvärgstritar. Inga underarter finns listade i Catalogue of Life.